# Elaeagnus pyriformis
Elaeagnus pyriformis är en havtornsväxtart som beskrevs av Joseph Dalton Hooker. Elaeagnus pyriformis ingår i släktet silverbuskar, och familjen havtornsväxter. Inga underarter finns listade i Catalogue of Life.